# غاري ماكنزي
غاري ماكنزي (بالإنجليزية: Gary MacKenzie)‏ هو لاعب كرة قدم بريطاني في مركزي قلب الدفاع والدفاع، ولد في 15 أكتوبر 1985 في لانارك ‏ في المملكة المتحدة. لعب مع برادفورد سيتي وميلتون كينز دونز ونادي بلاكبول ونادي دندي ونادي دونكاستر روفرز ونادي رينجرز ونوتس كاونتي.

## وصلات خارجية
- غاري ماكنزي على موقع قاعدة بيانات كرة القدم.إي يو (الإنجليزية)
- غاري ماكنزي على موقع Soccerbase.com (لاعب) (الإنجليزية)
- غاري ماكنزي على موقع Soccerway.com (الإنجليزية)